# 나우루 내전
나우루 내전은 1878년부터 1888년까지 나우루의 전 국왕 아웨이다에게 충성하는 세력과 경쟁자를 지지하며 그를 폐위하려는 세력 간에 벌어진 내전이다. 나우루 내전은 화기가 나우루 전역에 보급된 이후 발생했다. 전쟁 중 대부분 동안 아웨이다 충성파와 반대파는 교착 상태에 빠져 있었고, 한쪽은 섬의 북쪽을, 다른 한쪽은 남쪽을 점령했다.
1888년, 독일 제국이 개입하여 아웨이다를 왕위에 복귀시키고 군인들의 화기를 압수했다. 독일 군인들은 양측에서 791정의 소총을 압수했는데, 이는 섬에 거주하는 성인 주민이 모두 총을 한 정씩 보유하고 있던 셈이다. 추정치에 따르면, 나우루의 인구는 1848년에 약 1,400명이었으나, 전쟁이 끝날 무렵에는 약 900명으로 36% 감소했다.
내전의 휴전으로 사실상 독일 제국의 통제하에 놓이게 된 나우루는 그 직후 독일 식민제국의 일부로 독일령 뉴기니에 병합되었다.

## 배경
1798년 영국인 존 피어른이 나우루에 도달했을 때, 나우루는 해상강도들의 거점으로 악명 높아서 선원들에게 기피되었다. 그럼에도 불구하고 19세기에는 유럽인 범법자들의 도피처로 사용되었다. 이러한 범법자들로 인해 나우루인들에게 화기와 증류주가 들어오며 나우루인들의 전통적 생활 양식이 파괴되었다.

## 경과

### 발발
나우루 내전은 결혼 축제 중 시작되었다. 나우루의 전통 예의 범절에 대해 언쟁하던 중, 참석자 중 한 명이 권총을 발사하여 씨족장의 아들을 죽였다. 나우루의 관습상, 씨족장의 아들의 죽음은 반드시 복수해야만 했다. 나우루 내전 이전의 불화도 유사한 사건에서 비롯되었지만, 이 총격 사건은 보편화된 화기가 도입된 후 기록된 첫 번째 사례였다. 이 갈등으로 섬은 북쪽과 남쪽으로 나뉘었다.

### 전쟁 보고
영국 왕립 해군 함대가 1881년 9월 21일 나우루 해안에 정박했고, 기함이 섬에 접근하여 현지 상황을 관찰했다. 문화 변용된 나우루섬의 방랑자인 윌리엄 해리스가 영국 함선에 탑승하여 자세한 상황을 보고했고, 그날 저녁 기함은 수기신호로 나머지 함대를 불러들였다. 윌리엄 해리스는 내전이 격렬하게 진행 중이고, 모든 섬 주민들이 술에 취해 있으며, 나우루의 왕인 아웨이다가 전쟁을 멈추기 위해 선교사들이 섬에 오기를 원한다고 말했다.
6년 후, 오클랜드에 거주하던 영국인 선장 프레더릭 모스는 그의 스쿠너를 타고 코프라를 재적재하는 동안 나우루에 상륙했다. 그는 나우루 주민들이 친절하고 유머 감각이 있다고 보고했으나, 대부분의 소년들과 모든 남성들은 소총과 기총으로 무장하고 있었다. 이 시점에서 전쟁은 여전히 진행 중이었지만, 많은 섬 주민들은 계속되는 전쟁에 지치기 시작했다. 모스는 원주민들과의 대화를 통해 그들 중 아무도 싸움을 계속하기를 원치 않지만, 어떤 부족도 먼저 무기를 내려놓으려 하지 않는다는 것을 깨달았다. 나우루인들은 섬 전체의 보편적 무장 해제를 원했다. 모스는 여전히 섬에 살고 있는 해리스로부터 또 다른 보고를 받았다. 해리스는 그의 가족 중 두 명이 이미 총에 맞았으며, 평화를 다시 회복하기 위해 기독교 선교사가 섬에 오기를 바란다고 말했다.

### 독일 제국의 병합과 종전

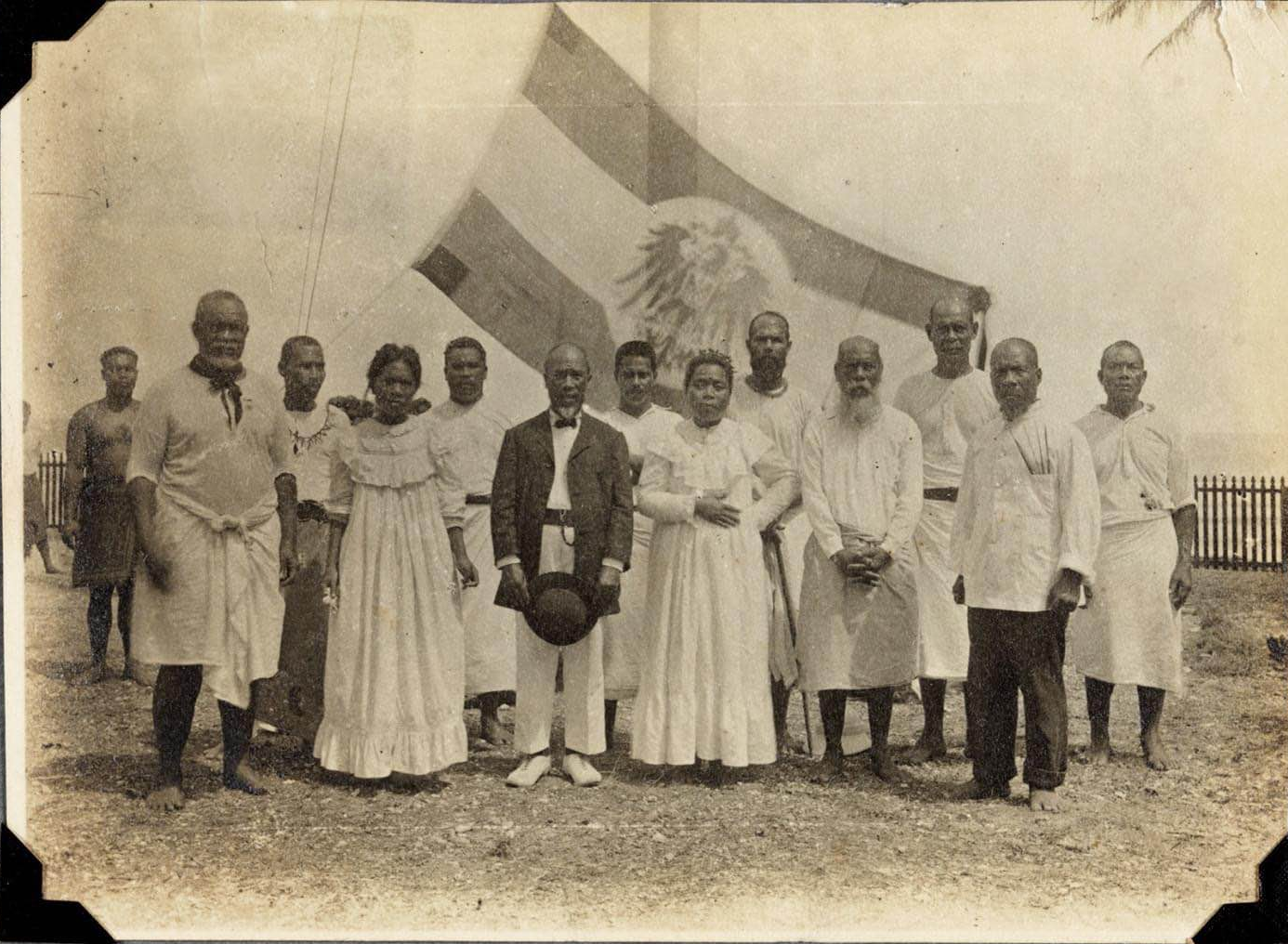
1888년 10월 3일 나우루 병합식

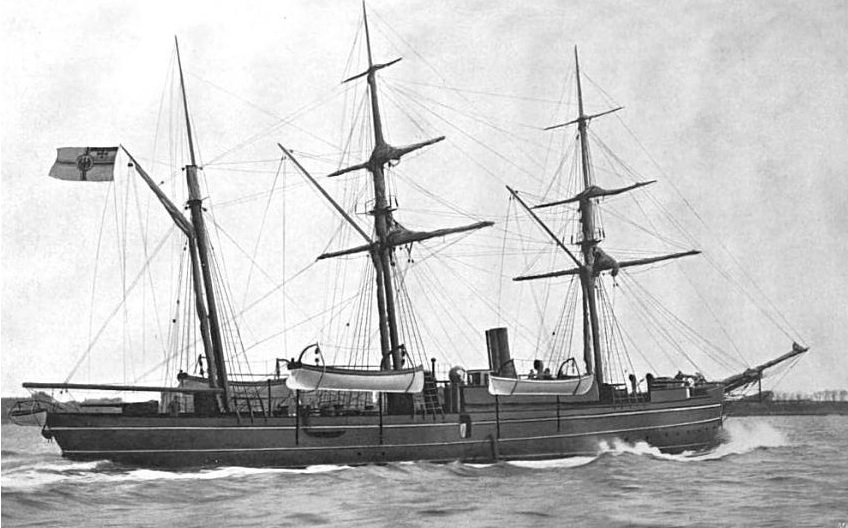
1887년 SMS 에버

나우루 내전은 섬의 코프라 생산뿐만 아니라 카카오 농장 및 기타 농업 기업을 설립한 독일 상인들의 이익과 보안에도 도움이 되지 않았다. 정치적 불안정이 독일의 소유지에 직접적으로 영향을 미쳤기 때문에 독일 당국은 독일이 나우루의 통치권을 이양받아야 한다고 주장했다. 독일은 1888년 4월 16일 섬을 병합하고 술과 화기를 모두 금지했다. 같은 해 10월 1일, 87명의 선원을 태운 독일의 포함 SMS 에버가 나우루 해안에 정박했다. 무장한 독일 선원들은 해리스와 만났고, 첫 유럽인 정착민들과 길버트 제도에서 온 기독교 선교사와 함께 돌아왔다. 다음 날 아침에는 남아있는 부족장들이 체포되고 독일 제국 국기 게양과 함께 병합식이 거행되었다. 독일 당국은 모든 화기와 탄약을 하루 안에 독일 정부에 인계시키지 않으면 부족장들이 처형될 것이라고 선언했다. 다음 날 아침, 주민들은 765정의 무기와 수천 발의 탄약을 넘겨주었고, 나우루 역사상 최대의 내전인 나우루 내전은 종전되었다.

## 여파
독일 제국의 나우루 병합으로 나우루 내전은 종식되었다. 병합 후, 아웨이다 국왕은 명목상 왕위를 되찾았고, 나우루는 독일령 뉴기니의 일부가 되었다. 내전으로 인해 약 1,400명에서 900명으로 36% 감소했다.

## 같이 보기
- 나우루의 역사